# Институт Вейцмана
Институт имени Вейцмана (ивр. מכון ויצמן למדע‎) в Реховоте — высшее учебное заведение и многопрофильный научно-исследовательский институт в Израиле. В институте Вейцмана действуют исследовательские отделения в области естественных наук (математики, физики, химии, биологии, информатики, неврологии и исследования мозга). Кроме того, в институте действует Школа постдипломного образования имени Файнберга, которая принимает студентов, желающих получить вторую и третью академическую степень (M.Sc. и Ph.D.). Институт не занимается обучением студентов на первую степень. Преподавание ведётся преимущественно на английском языке.

## История
В 1934 году будущий президент Израиля Хаим Вейцман основал в Реховоте исследовательский институт. Первоначально он был назван по просьбе спонсоров института из Великобритании Ребекки и Израиля Зив в память их безвременно умершего сына Даниэля. В 1949 году он был переименован в честь Вейцмана. Вейцман, кроме занятий политикой, был выдающимся ученым-химиком и ещё до Первой мировой войны разработал процесс получения ацетона посредством бактериальной ферментации.
15 июня 2025 года часть зданий института серьёзно пострадали от попадания туда иранской ракеты во время израильско-иранской войны.

## Структура
В состав института входят пять факультетов, 18 кафедр и дополнительные подразделения. В структуре 20 отделов и 288 лабораторий.
Список факультетов:
- Факультет биохимии
- Факультет биологии
- Факультет химии
- Факультет математики и информатики
- Физический факультет

В 2015 года число сотрудников института составило 2400 человек, число постдокторантов — 380 человек.

## Президенты
- Хаим Вейцман (1949—1952) (президент Института им. Зива 1934—1949)[5]
- Абба Эвен (1959—1966)
- Меир Вайсгаль[англ.] (1966—1969) (и. о. директора 1952—1959)
- Альберт Сабин (1970—1972)
- Исраэль Достровский (1973—1975)
- Михаэль Села (1975—1985)
- Арье Дворецкий (1985—1988)
- Хаим Харари (1988—2001)
- Илан Хет[англ.] (2001—2006)
- Даниэль Зайфман (2006—2019)
- Алон Чен[англ.] (2019—)

## Мемориальные лекции Вейцмана
С 1953 года в память Хаима Вейцмана в Институте Вейцмана проводятся Мемориальные лекции Вейцмана, состоящие обычно из серий по две лекции .
Список лекторов:
- 1953 Робинсон, Роберт
- 1954 Блэкетт, Патрик Мейнард Стюарт
- 1955 Чейн, Эрнст Борис
- 1957 Раби, Исидор Айзек
- 1958 Ингольд, Кристофер Кельк
- 1959 Браше, Жан
- 1960 Субраманьян Чандрасекар
- 1961 Перуц, Макс Фердинанд
- 1962 Walter A. Rosenblith
- 1963 Вудворд, Роберт Бёрнс
- 1964 Хойл, Фред
- 1965 Корнберг, Артур
- 1966 Menahem Max Schiffer
- 1967 Уолд, Джордж
- 1971 Sherwood Washburn
- 1972 Кошланд, Дэниел
- 1973 Габор, Денеш
- 1974 Липскомб, Уильям Нанн
- 1975 Hans Kornberg
- 1976 Кацир, Эфраим
- 1977 Берг, Пол
- 1978 Бете, Ханс
- 1979 Хьюбел, Дэвид
- 1980 Жен, Пьер Жиль де
- 1981 Шумейкер, Юджин
- 1982 Joseph Keller
- 1983 Charles Weissmann
- 1984 Бойер, Пол
- 1985 Руббиа, Карло
- 1986 Зэйр, Ричард
- 1989 Ледер, Филипп
- 1990 Гальперин, Бертран
- 1991 Эшенмозер, Альберт
- 1992 Кнут, Дональд Эрвин
- 1993 Фишер, Эдмонд
- 1994 Гросс, Дейвид
- 1995 Paul Sigler
- 1996 Ротман, Джеймс
- 1997 Йорк, Джеймс
- 1998 Чу, Стивен
- 1999 Jacob Israelachvili
- 2000 Andrew Wyllie
- 2001 Рабин, Михаэль Ошер
- 2002 Susan Solomon
- 2003 Albert J. Libchaber
- 2004 Louis H. Miller
- 2005 Аливизатос, Павлос
- 2006 Robert Kirshner
- 2007 Hillel Furstenberg
- 2008 Susan Lindquist
- 2009 Грэй, Гарри Баркус
- 2010 Rolf-Dieter Heuer
- 2011 Ronald Coifman
- 2012 Бертоцци, Каролин [7]
- 2013 Mark Ratner[англ.]
- 2014 Carlos Bustamante[англ.]
- 2015 Stephen P. Boyd[англ.]
- 2016 Кейн, Чарльз
- 2017 Gero Miesenboeck[англ.]
- 2018 William Eaton (scientist)[англ.]
- 2021 Anne L'Huillier
- 2021 Philippe Ciais[англ.]

## Выпускники
Джоанна Айзенберг, профессор химии и химической биологии